# Capitol Wrestling Corporation
Capitol Wrestling Corporation Ltd. — бывшая американская спортивная промоутерская компания. С 1952 по 1982 год ею руководил Винсент Дж. Макмэн. Работая под названием Capitol Wrestling Corporation (CWC), компания первоначально занималась рестлингом и боксом, а затем стала санкционирующим органом для World Wide Wrestling Federation (WWWF) и World Wrestling Federation (WWF). Capitol Wrestling Corporation является предшественником сегодняшней WWE, которой руководит сын Макмэна, Винс Макмэн.

## История

### Ранняя история (1952—1963)
Родерик Джеймс «Джесс» Макмэн был успешным менеджером и тренером боксёров. В 1926 году он начал работать с Тексом Ричардсом; с его помощью он рекламировал и пробовал популяризировать рестлинг. За несколько лет до этого Джозеф Рэймонд «Тутс» Мондт создал новый стиль рестлинга, получившее название «Slam Bang Western Style Wrestling». Позже он убедил борца Эда Льюиса и его менеджера Билли Сэндоу реализовать этот стиль в индустрии рестлинга. После этого Мондт вместе с Льюисом и Тексом Ричардсом образовали «Gold Dust Trio» (рус. Трио золотой пыли), и привлекали к этому делу всё больше и больше людей. Несмотря на успех совместного дела, в самом руководстве начались разногласия и вскоре после взаимных разногласий «трио» распалось. Мондт позже установил партнёрские отношения с несколькими другими промоутерами, включая Джека Кёрли. После смерти Керли Мондт берёт под свою ответственность все клубы рестлинга в Нью-Йорке.
Вместе Мондт и Макмэн создали новую компанию под названием Capitol Wrestling Corporation (CWC), которая впоследствии присоединилась к федерации National Wrestling Alliance (NWA) в 1953 году. В ноябре следующего года Родерик Макмэн скончался. Один из партнёров Мондта — Рэй Фабиани, пригласил в CWC Винсента Джей. Макмэна. Союз Мондта и Винсента оказался очень успешным и вскоре они контролировали почти всё NWA. В 1963 году они покинули федерацию, чтобы основать свою собственную федерацию под названием World Wide Wrestling Federation.

### World Wide Wrestling Federation (1963—1979)
В начале 1963 года у World Wide Wrestling Federation (WWWF) произошёл спор с NWA, связанный с боем Бадди Роджерса за титул NWA Heavyweight Championship (чемпиона NWA в тяжёлом весе). В ответ Мондт и Макмэн разорвали контракт с NWA, и в знак протеста наградили Роджерса только что созданным титулом WWWF World Championship (рус. Мировой чемпион WWWF) в апреле того же года. Роджерс вскоре проиграл титул Бруно Саммартино 17 мая 1963 года, из-за сердечного приступа, который случился прямо перед чемпионским матчем.
По сравнению с другими американскими федерациями и промоушенами профессионального рестлинга, WWWF действовала довольно консервативно: арены, которые ежемесячно арендовала WWWF для боёв (вместо одного или двух раз еженедельно), на которых всего было от одного до трёх боёв за программу (главным событием программы был бой за чемпионский титул WWWF). Хотя дела федерации поначалу шли успешно, поток зрителей постепенно стал сокращаться, из-за того, что программы федерации не шли по телевидению. После того, как в WWWF подписали контракт с телевидением и бои федерации начали транслироваться на телеэкранах, менеджер Бруно Саммартино — Лу Альбано в 1970 году продал WWWF.
Несмотря на то, что Тутс Мондт покинул WWWF ещё в конце 1960-х годов, а сама федерация уже не входила в NWA, Винсент Джей. Макмэн вновь стал её руководителем. На ежегодном собрании NWA в 1983 году сотрудник WWF (в 1979 году федерация была переименована из WWWF в WWF) Джим Барнетт объявил, что федерация окончательно выходит из под контроля NWA.

### Ребрендинг и продажа компании Titan Sports (1979—1982)
В марте 1979 года в маркетинговых целях World Wide Wrestling Federation была переименована в World Wrestling Federation (WWF). В том же году сын Винсента Дж. Макмэн, Винсент К. Макмэн, основал компанию Titan Sports, Inc., зарегистрированную 21 февраля 1980 года, первоначально в штате Массачусетс.
В марте 1979 года WWWF переименовывается в World Wrestling Federation, в целях маркетинга. В то же время сын Винсента Джей. Макмэна Винс Макмэн-младший основывает компанию Titan Sports, которая была зарегистрирована 21 февраля 1980 года. 6 июня 1982 года Titan Sports купила Capitol Wrestling Corporation. К 1985 году Titan Sports переехала в Стамфорд, Коннектикут, а в 1987 году основал новую компанию в штате Делавэр, которая в 1988 году объединилась со старой компанией. Позже Titan Sports изменила свое название на World Wrestling Federation Entertainment Inc. в 1999 году, а затем на World Wrestling Entertainment Inc. в 2002 году. Винсент Дж. Макмэн не дожил до того момента, когда его компания из территориального промоушена превратилась во всемирную организацию. Он умер от рака поджелудочной железы в возрасте 69 лет 24 мая 1984 года.